# Calle Järnkrok
Calle Järnkrok (* 25. září 1991) je profesionální švédský hokejový centr, který v současnosti hraje za tým Toronto Maple Leafs v severoamerické lize NHL. V červenci 2022 podepsal s Torontem čtyřletou smlouvu, díky které si vydělá 2.1 milionu dolarů ročně. Byl draftován Detroitem v roce 2010 ve 2. kole jako 51. celkově.

## Klubové statistiky
| Sezona      | Klub                  | Soutěž      | Základní část | Základní část | Základní část | Základní část | Základní část | Play off | Play off | Play off | Play off | Play off |
| Sezona      | Klub                  | Soutěž      | Z             | G             | A             | B             | TM            | Z        | G        | A        | B        | TM       |
| ----------- | --------------------- | ----------- | ------------- | ------------- | ------------- | ------------- | ------------- | -------- | -------- | -------- | -------- | -------- |
| 2009–10     | Brynäs IF             | SHL         | 33            | 4             | 6             | 10            | 2             | 5        | 1        | 1        | 2        | 0        |
| 2010–11     | Brynäs IF             | SHL         | 49            | 11            | 16            | 27            | 4             | 3        | 3        | 0        | 3        | 2        |
| 2011–12     | Brynäs IF             | SHL         | 50            | 16            | 23            | 39            | 22            | 16       | 4        | 12       | 16       | 12       |
| 2012–13     | Brynäs IF             | SHL         | 53            | 13            | 29            | 42            | 12            | 4        | 0        | 0        | 0        | 6        |
| 2012–13     | Grand Rapids Griffins | AHL         | 9             | 0             | 3             | 3             | 0             | —        | —        | —        | —        | —        |
| 2013–14     | Grand Rapids Griffins | AHL         | 57            | 13            | 23            | 36            | 14            | —        | —        | —        | —        | —        |
| 2013–14     | Milwaukee Admirals    | AHL         | 6             | 5             | 4             | 9             | 0             | 3        | 1        | 1        | 2        | 2        |
| 2013–14     | Nashville Predators   | NHL         | 12            | 2             | 7             | 9             | 4             | —        | —        | —        | —        | —        |
| 2014–15     | Nashville Predators   | NHL         | 74            | 7             | 11            | 18            | 18            | 6        | 0        | 2        | 2        | 0        |
| 2015–16     | Nashville Predators   | NHL         | 81            | 16            | 14            | 30            | 14            | 14       | 0        | 1        | 1        | 4        |
| 2016–17     | Nashville Predators   | NHL         | 81            | 15            | 16            | 31            | 25            | 21       | 2        | 5        | 7        | 2        |
| 2017–18     | Nashville Predators   | NHL         | 68            | 16            | 19            | 35            | 12            | 7        | 0        | 1        | 1        | 0        |
| 2018–19     | Nashville Predators   | NHL         | 79            | 10            | 16            | 26            | 12            | 6        | 0        | 2        | 2        | 2        |
| 2019–20     | Nashville Predators   | NHL         | 64            | 15            | 19            | 34            | 14            | 4        | 1        | 0        | 1        | 0        |
| 2020–21     | Nashville Predators   | NHL         | 49            | 13            | 15            | 28            | 14            | 5        | 0        | 1        | 1        | 2        |
| 2021–22     | Seattle Kraken        | NHL         | 49            | 12            | 14            | 26            | 2             | —        | —        | —        | —        | —        |
| 2021–22     | Calgary Flames        | NHL         | 17            | 0             | 4             | 4             | 4             | 12       | 1        | 3        | 4        | 0        |
| 2022–23     | Toronto Maple Leafs   | NHL         | 73            | 20            | 19            | 39            | 14            | 11       | 1        | 2        | 3        | 0        |
| 2023–24     | Toronto Maple Leafs   | NHL         | 52            | 10            | 11            | 21            | 18            | 7        | 0        | 0        | 0        | 0        |
| SHL celkově | SHL celkově           | SHL celkově | 185           | 44            | 74            | 118           | 40            | 28       | 8        | 13       | 21       | 20       |
| NHL celkově | NHL celkově           | NHL celkově | 699           | 136           | 165           | 301           | 151           | 93       | 5        | 17       | 22       | 10       |

### Reprezentační statistiky
| 2009            | Švédsko 18      | MS18            | 6  | 2 | 7  | 9  | 4 | 5. místo         |
| 2011            | Švédsko 20      | MSJ             | 6  | 2 | 3  | 5  | 2 | 4. místo         |
| 2012            | Švédsko         | MS              | 8  | 0 | 1  | 1  | 0 | 6. místo         |
| 2013            | Švédsko         | MS              | 10 | 0 | 1  | 1  | 4 | Zlatá medaile    |
| 2014            | Švédsko         | MS              | 10 | 0 | 0  | 0  | 4 | Bronzová medaile |
| Junioři celkově | Junioři celkově | Junioři celkově | 12 | 4 | 10 | 14 | 6 |                  |
| Senioři celkově | Senioři celkově | Senioři celkově | 28 | 0 | 2  | 2  | 8 |                  |